# Taconnay
Taconnay est une commune française située dans le département de la Nièvre, en région Bourgogne-Franche-Comté.

## Géographie
La commune, située le long du Beuvron, a une longitude de 3.49439 et une latitude de 47.3067. Son altitude moyenne est d'environ 200 mètres. La commune s'étend sur 7,9 km2 et a une densité de 10 hab./km2.
Elle fait partie du canton de Brinon-sur-Beuvron, de l'arrondissement de Clamecy et de la communauté de communes Tannay-Brinon-Corbigny. Ses habitants sont les Taconnaysiennes et les Taconnaysiens.
Taconnay compte 81 habitants.

### Villages, hameaux, lieux-dits, écarts
Outre le bourg, Taconnay regroupe quelques hameaux et habitations isolés : Boutefeuille, la Corvée, le Mazot, le moulin de Changy, le moulin de Neuville, l'Ouche-Vincent.

### Communes limitrophes
Les communes limitrophes sont  Beuvron, Brinon-sur-Beuvron, Chevannes-Changy, Grenois et Parigny-la-Rose.

### Climat
Pour des articles plus généraux, voir Climat de la Bourgogne-Franche-Comté et Climat de la Nièvre.
En 2010, le climat de la commune est de type climat océanique dégradé des plaines du Centre et du Nord, selon une étude du Centre national de la recherche scientifique s'appuyant sur une série de données couvrant la période 1971-2000. En 2020, Météo-France publie une typologie des climats de la France métropolitaine dans laquelle la commune est exposée à un climat océanique altéré et est dans la région climatique  Centre et contreforts nord du Massif Central, caractérisée par un air sec en été et un bon ensoleillement. 
Pour la période 1971-2000, la température annuelle moyenne est de 10,8 °C, avec une amplitude thermique annuelle de 15,9 °C. Le cumul annuel moyen de précipitations est de 883 mm, avec 12,8 jours de précipitations en janvier et 8 jours en juillet. Pour la période 1991-2020, la température moyenne annuelle observée sur la station météorologique de Météo-France la plus proche, « Clamecy », sur la commune de Clamecy à 17 km à vol d'oiseau, est de 11,5 °C et le cumul annuel moyen de précipitations est de 707,4 mm. 
La température maximale relevée sur cette station est de 40,7 °C, atteinte le 25 juillet 2019 ; la température minimale est de −14 °C, atteinte le 9 février 2012,,. 
Les paramètres climatiques de la commune ont été estimés pour le milieu du siècle (2041-2070) selon différents scénarios d'émission de gaz à effet de serre à partir des nouvelles projections climatiques de référence DRIAS-2020. Ils sont consultables sur un site dédié publié par Météo-France en novembre 2022.

## Urbanisme

### Typologie
Au 1er janvier 2024, Taconnay est catégorisée commune rurale à habitat dispersé, selon la nouvelle grille communale de densité à sept niveaux définie par l'Insee en 2022.
Elle est située hors unité urbaine et hors attraction des villes,.

### Occupation des sols
L'occupation des sols de la commune, telle qu'elle ressort de la base de données européenne d’occupation biophysique des sols Corine Land Cover (CLC), est marquée par l'importance des forêts et milieux semi-naturels (57 % en 2018), une proportion identique à celle de 1990 (57 %). La répartition détaillée en 2018 est la suivante : forêts (56,8 %), prairies (31,7 %), terres arables (10,7 %), zones agricoles hétérogènes (0,7 %), milieux à végétation arbustive et/ou herbacée (0,2 %). L'évolution de l’occupation des sols de la commune et de ses infrastructures peut être observée sur les différentes représentations cartographiques du territoire : la carte de Cassini (XVIIIe siècle), la carte d'état-major (1820-1866) et les cartes ou photos aériennes de l'IGN pour la période actuelle (1950 à aujourd'hui).

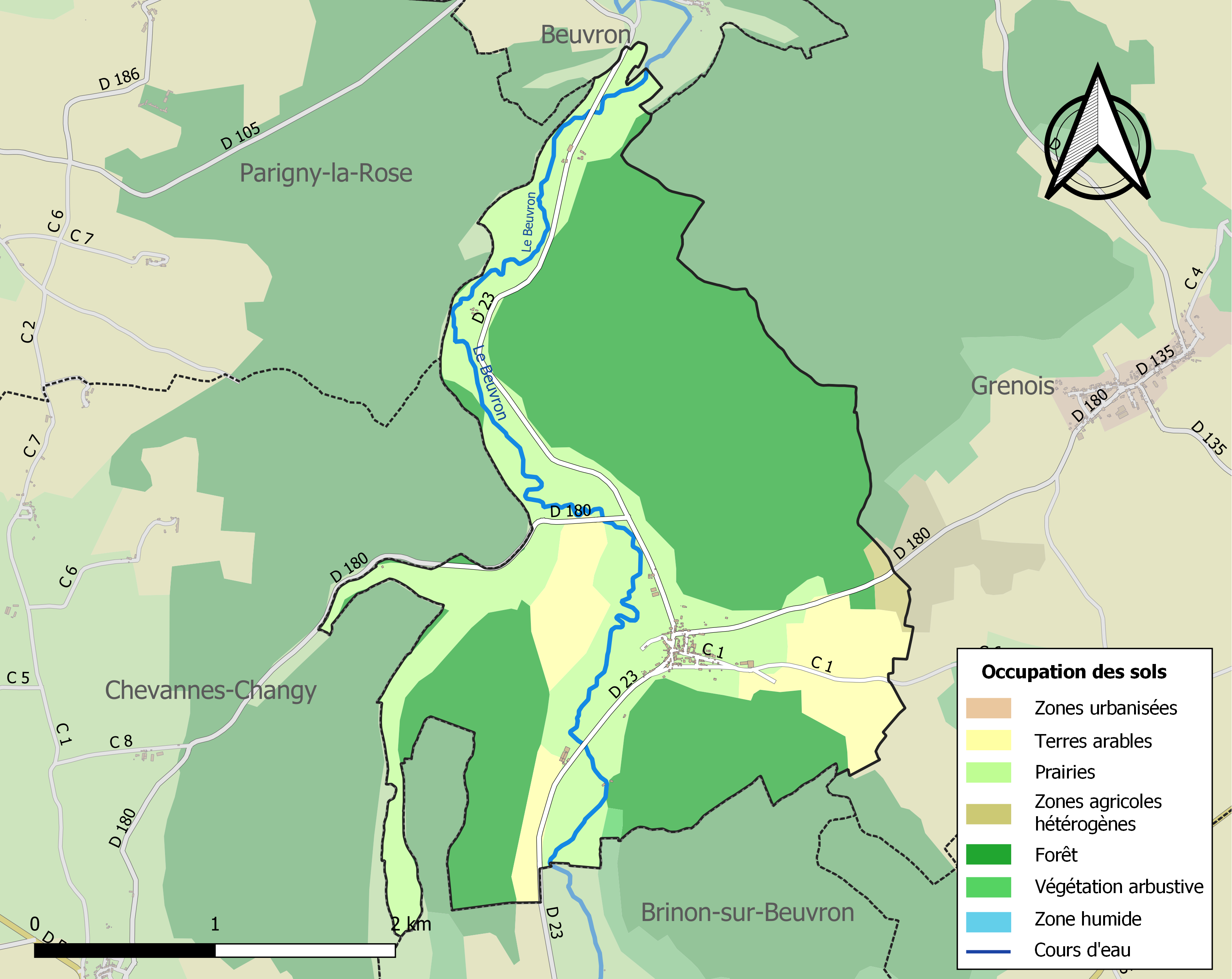
Carte des infrastructures et de l'occupation des sols de la commune en 2018 (CLC).

## Toponymie
L'ancien nom de Taconnay, avant 1929, est Neuville-sous-Brinon. On relève les formes suivantes du nom de la commune : Ecclesia de Nova Villa (1121-1142), Nefville (1433) et Saint-Girault (1674).
Taconnay est le nom d'un ancien lieu-dit de la commune, qui proviendrait du gaulois Taxon Aria et qui signifierait repaire du blaireau. Il est à noter que le toponyme Taconnay ne figure pas dans le Dictionnaire étymologique des noms de lieux en France ni dans le Dictionnaire topographique de la Nièvre.

## Histoire
- La première mention du village, sous son ancien nom, remonte à la première moitié du XIIe siècle.
- En 1509, le 14 mars, un bail des usages (terres et bois) est fait par Blaise de Rabutin aux habitants de Taconnay[19].
- En 1700, une sentence est rendue en faveur de Pierre-Antoine de Jaucourt, chevalier, marquis d’Espeuilles, baron d’Huban, Brinon et Taconnay au sujet des droits d’usage dans certains bois de la justice de Taconnay[19].
- Autrefois, les activités des habitants étaient l'agriculture et l'artisanat (moulins). Elles ont été remplacées par la polyculture et l'élevage.

## Politique et administration
| Période                                  | Période  | Identité          | Étiquette | Qualité |
| ---------------------------------------- | -------- | ----------------- | --------- | ------- |
| mars 2001                                | 2014     | Rose-May Jeantet  | SE        |         |
| 2014                                     | En cours | Christophe Blaise |           |         |
| Les données manquantes sont à compléter. |          |                   |           |         |

## Démographie
L'évolution du nombre d'habitants est connue à travers les recensements de la population effectués dans la commune depuis 1793. Pour les communes de moins de 10 000 habitants, une enquête de recensement portant sur toute la population est réalisée tous les cinq ans, les populations de référence des années intermédiaires étant quant à elles estimées par interpolation ou extrapolation. Pour la commune, le premier recensement exhaustif entrant dans le cadre du nouveau dispositif a été réalisé en 2008.

En 2022, la commune comptait 72 habitants, en évolution de −8,86 % par rapport à 2016 (Nièvre : −3,28 %, France hors Mayotte : +2,11 %).
| 1793 | 1800 | 1806 | 1821 | 1831 | 1836 | 1841 | 1846 | 1851 |
| ---- | ---- | ---- | ---- | ---- | ---- | ---- | ---- | ---- |
| 238  | 244  | 262  | 333  | 389  | 377  | 344  | 384  | 404  |

| 1856 | 1861 | 1866 | 1872 | 1876 | 1881 | 1886 | 1891 | 1896 |
| ---- | ---- | ---- | ---- | ---- | ---- | ---- | ---- | ---- |
| 357  | 379  | 357  | 350  | 346  | 330  | 317  | 300  | 280  |

| 1901 | 1906 | 1911 | 1921 | 1926 | 1931 | 1936 | 1946 | 1954 |
| ---- | ---- | ---- | ---- | ---- | ---- | ---- | ---- | ---- |
| 254  | 266  | 239  | 164  | 175  | 166  | 153  | 180  | 127  |

| 1962 | 1968 | 1975 | 1982 | 1990 | 1999 | 2006 | 2008 | 2013 |
| ---- | ---- | ---- | ---- | ---- | ---- | ---- | ---- | ---- |
| 123  | 107  | 92   | 68   | 84   | 80   | 74   | 72   | 80   |

| 2018 | 2022 | - | - | - | - | - | - | - |
| ---- | ---- | - | - | - | - | - | - | - |
| 75   | 72   | - | - | - | - | - | - | - |

## Lieux et monuments
Religieux
- Une croix de carrefour en pierre.

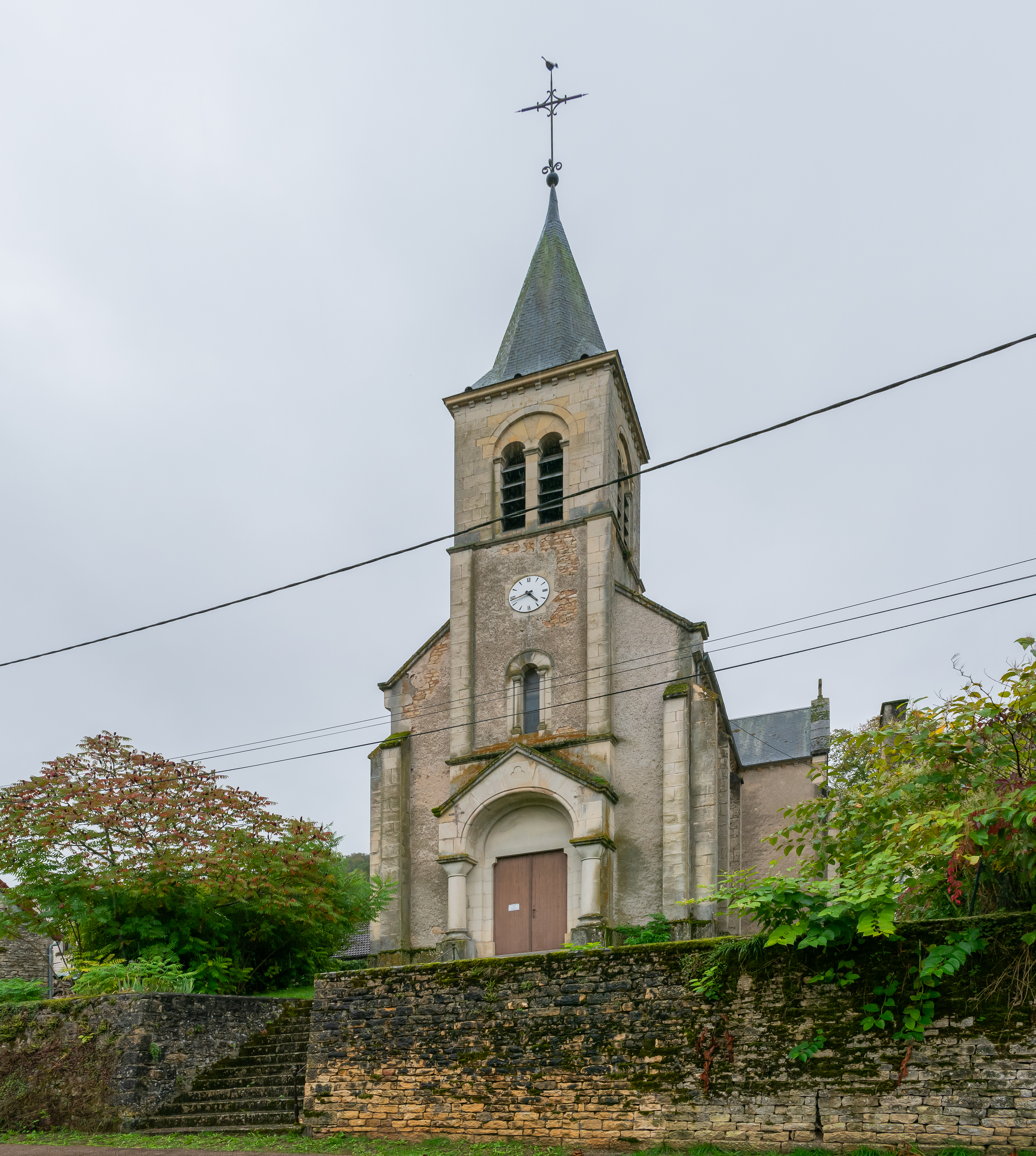
L’église.

- L’église Saint-Fiacre, qui date de 1884, dans un style néo-roman. L'ancien bâtiment ayant été détruit au moment de la Révolution : seule la croix de l'époque avait été épargnée. Le clocher contient la cloche de l'ancienne église de Neuville de la fin du XVIe siècle et la croix de fer forgé replacée au sommet du clocher. Une huile sur toile représente La Sainte Famille et date du XVIIIe siècle. Ouverte le premier samedi et troisième dimanche de juin à septembre de 13 h à 18 h[24].

Civils
- Le lavoir.

### En dehors de la commune
- Une croix de mission en fonte, décorée de personnages, entre Taconnay et Neuville.
- Le moulin de Boutefeuille, d'une architecture intéressante.
- En dehors de la commune, le château de Brinon-sur-Beuvron, construit aux XVe, XVIIe et XVIIIe siècles, se trouve à 3 km. Il comprend les façades et toitures, deux tours isolées et des douves. Il est fermé au public.

## Personnalités liées à la commune
- Robert d'Harcourt, membre de l'Académie française (1946). Sa famille possède une grosse maison bourgeoise au cœur du village (utilisée comme Kommandantur par les nazis durant l'Occupation). Il y a lui-même vécu.